# 東田辺 (津山市)
東田辺（ひがしたなべ）は岡山県津山市にある地名。郵便番号は708-0812。

## 地理
津山市の北部に位置する。北は上横野、東は山方、南は一宮、西は西田辺に接する。

## 歴史

### 沿革
- 1889年6月1日 - 町村制施行に伴い、西北条郡東田辺村が、同郡西一宮村、西田辺村と合併し、一宮村となる。東田辺村は大字東田辺となり、役場が置かれる。
- 1900年4月1日 - 西北条郡が西西条郡、東南条郡、東北条郡と合併し、苫田郡となる。
- 1951年4月1日 -苫田郡東一宮村と合併し、新たに一宮村となる。
- 1954年7月1日 - 一宮村が周辺の9村とともに津山市へ編入される。

## 世帯数と人口
2021年（令和3年）1月1日現在の世帯数と人口は以下の通りである。
| 町丁   | 世帯数 | 人口  |
| ------ | ------ | ----- |
| 東田辺 | 77世帯 | 167人 |

## 小・中学校の学区
市立小・中学校に通う場合、学区は以下の通りとなる。
| 番地 | 小学校             | 中学校             |
| ---- | ------------------ | ------------------ |
| 全域 | 津山市立一宮小学校 | 津山市立北陵中学校 |

## 交通

### 道路
- 岡山県道343号藤屋津山線

## 施設
- 黒沢山万福寺[5]